# Alfonso Carrasco Rouco
Alfonso Carrasco Rouco (Vilalba, 12 ottobre 1956) è un vescovo cattolico spagnolo, dal 30 novembre 2007 vescovo di Lugo.

## Biografia
Alfonso Carrasco Rouco è nato a Vilalba il 12 ottobre 1956.

### Formazione e ministero sacerdotale
Ha compiuto gli studi secondari nel seminario minore di Mondoñedo. Dal 1973 al 1975 ha studiato filosofia presso la Pontificia Università di Salamanca e dal 1975 al 1980 teologia all'Università di Friburgo conseguendo la licenza. Dal 1980 al 1981 è stato ricercatore nell'Istituto di diritto canonico dell'Università Ludwig Maximilian di Monaco e ha usufruito di una borsa di studio del Fondo nazionale svizzero per la ricerca dal 1987 al 1988. Nel 1989 ha conseguito il dottorato in teologia con una tesi intitolata "Le primat de l'évêque de Rome. Etude sur la cohérence ecclésiologique et canonique du primat de juridiction".
L'8 aprile 1985 è stato ordinato presbitero per la diocesi di Mondoñedo-Ferrol. Ha prestato servizio come professore assistente della cattedra di morale fondamentale dell'Università di Friburgo dal 1982 al 1987; membro dell'équipe parrocchiale di Santa Maria de Cervo e incaricato di sei parrocchie nella diocesi di Mondoñedo-Ferrol dal 1989 al 1991; docente presso la Scuola diocesana di teologia dal 1989 al 1992; professore aggregato di teologia sistematica presso l'Istituto teologico "San Damaso" di Madrid dal 1992 al 1996; collaboratore pastorale della parrocchia di San Giorgio Martire a Madrid dal 1992 al 2007; direttore dell'Istituto di scienze religiose dell'Istituto teologico "San Damaso" dal 1994 al 2000; professore di teologia dogmatica presso la stessa Facoltà di teologia "San Damaso" di Madrid dal 1996 al 2007; consigliere del centro di Madrid dell'Associazione cattolica dei propagandisti (ACdP) dal 1996 al 2007; vice-decano dal 1998 al 2000 e poi decano dell'Istituto teologico "San Damaso" dal 2000 al 2003; collaboratore regolare nelle teleconferenze sulla formazione permanente della Congregazione per il clero dal 2001 al 2006; membro dell'assemblea e della commissione centrale del III sinodo diocesano di Madrid dal 2004 al 2005 e direttore del Dipartimento di dogmatica della Facoltà di teologia "San Damaso" dal 2006 al 2007.
È stato membro della commissione teologica della commissione episcopale per la dottrina della fede della Conferenza episcopale spagnola dal 1995, del consiglio di redazione della Revista Española de Teología e del consiglio di Scripta Theologica e di Communio.

### Ministero episcopale
Il 30 novembre 2007 papa Benedetto XVI lo ha nominato vescovo di Lugo. Ha ricevuto l'ordinazione episcopale il 9 febbraio successivo dal cardinale Antonio María Rouco Varela, arcivescovo metropolita di Madrid, co-consacranti l'arcivescovo Manuel Monteiro de Castro, nunzio apostolico in Spagna e Andorra, e l'arcivescovo metropolita di Santiago di Compostela Julián Barrio Barrio. Durante la stessa celebrazione ha preso possesso della diocesi.
Nel marzo del 2014 ha compiuto la visita ad limina.
In seno alla Conferenza episcopale spagnola è presidente della commissione per l'istruzione e la cultura dal 3 marzo 2020 e sostituto delegato presso la Commissione delle conferenze episcopali della Comunità Europea dall'aprile del 2022. In precedenza è stato membro della commissione per la dottrina della fede dal 2008 al 2017, membro della commissione per l'istruzione e la cultura dal 2008 al 2011 e vicepresidente della commissione per i seminari e le università e nell'ambito di questa presidente della sottocommissione episcopale per le università dal 15 marzo 2017.
È autore di numerosi articoli in riviste specializzate.

## Genealogia episcopale
La genealogia episcopale è:
- Cardinale Scipione Rebiba
- Cardinale Giulio Antonio Santori
- Cardinale Girolamo Bernerio, O.P.
- Arcivescovo Galeazzo Sanvitale
- Cardinale Ludovico Ludovisi
- Cardinale Luigi Caetani
- Cardinale Ulderico Carpegna
- Cardinale Paluzzo Paluzzi Altieri degli Albertoni
- Papa Benedetto XIII
- Papa Benedetto XIV
- Papa Clemente XIII
- Cardinale Marcantonio Colonna
- Cardinale Giacinto Sigismondo Gerdil, B.
- Cardinale Giulio Maria della Somaglia
- Cardinale Carlo Odescalchi, S.I.
- Cardinale Costantino Patrizi Naro
- Cardinale Serafino Vannutelli
- Cardinale Domenico Serafini, Cong.Subl. O.S.B.
- Cardinale Pietro Fumasoni Biondi
- Cardinale Antonio Riberi
- Cardinale Ángel Suquía Goicoechea
- Cardinale Antonio María Rouco Varela
- Vescovo Alfonso Carrasco Rouco